# 繊切り

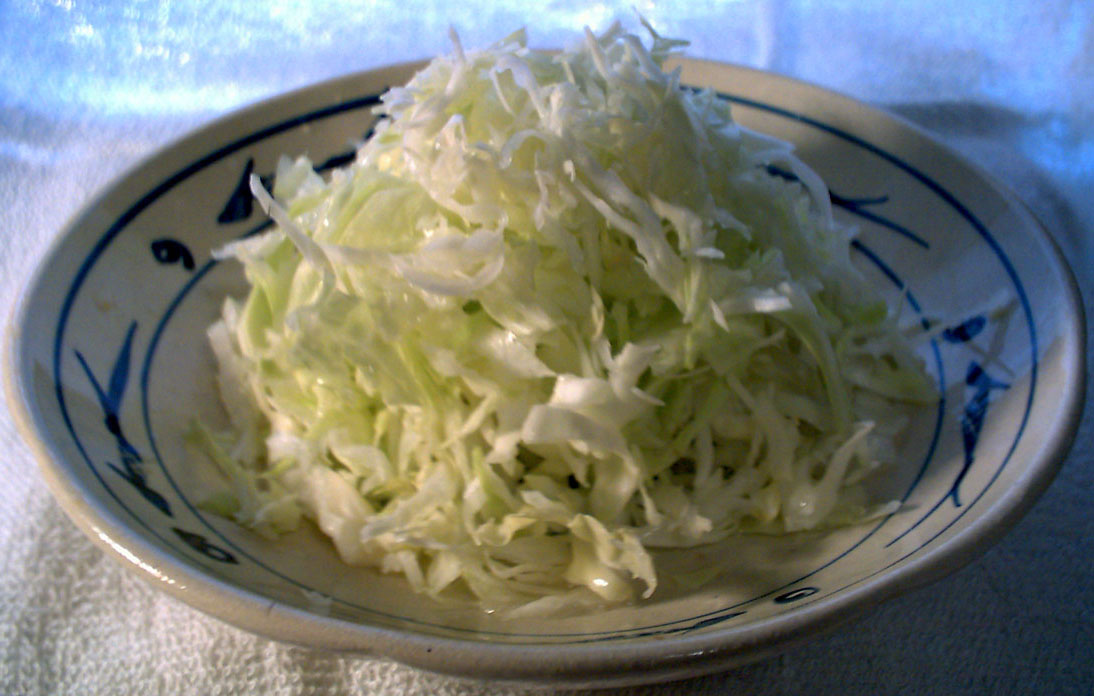
キャベツの繊切り・調理例

繊切り（せんぎり、千切りとも表記）とは、食材の切り方の一つ。大根などの野菜を細長く刻むこと、または細長く刻んだもの。

## 概要

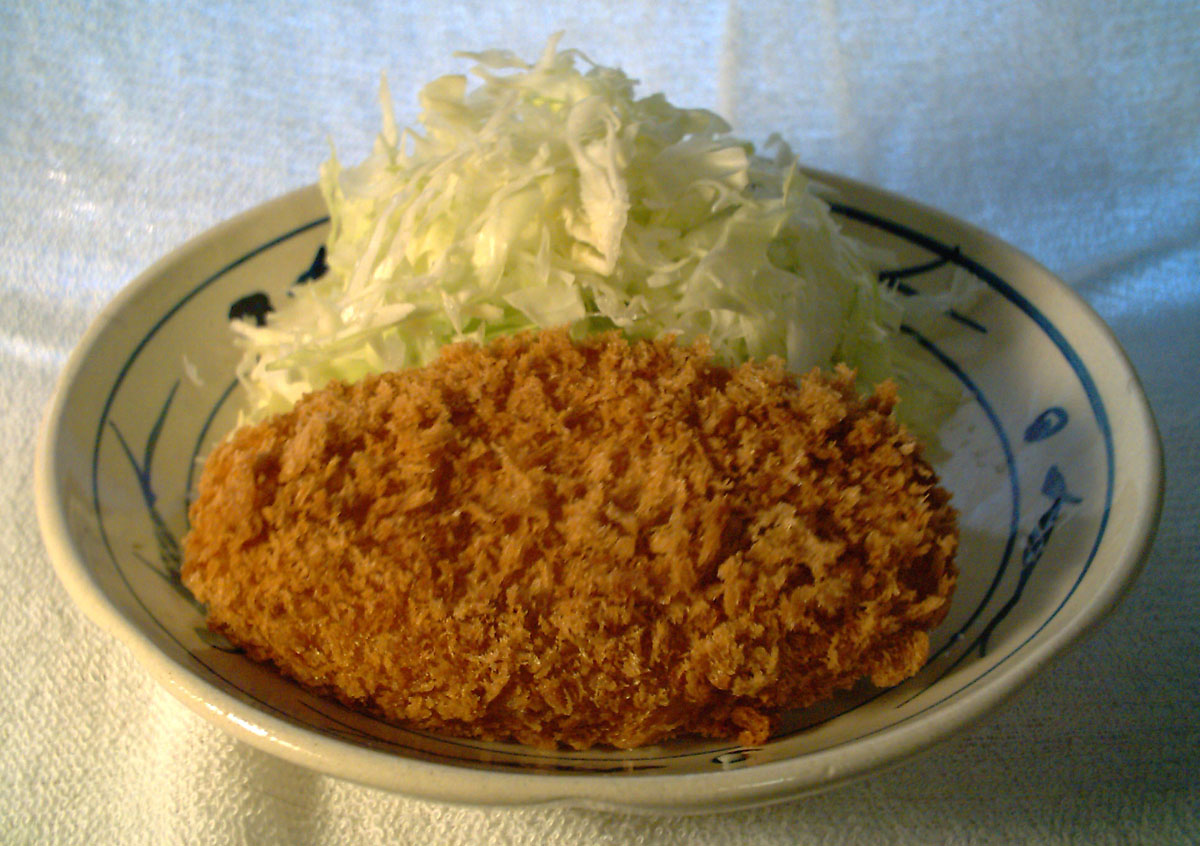
コロッケとキャベツ繊切り盛り付け例

一般的には細長く切った食材や切り方をまとめて繊切りというが、細長く切った食材の太さや大きさにより複数の呼称があり、桂剥きを用いて可能な限り薄く剥いたものを折りたたみ、一辺の幅又は厚みを1mm程度以下に切り揃えたものを特に繊切りと呼び、他の呼称と使い分けることがある。
繊維方向に細く切ったものを縦けん、繊維方向に対して直角に切ったものを横けんという。繊切りしたものは長い繊維が残るため、刺身のつまとして用いる際にシャキっと立てて盛り付けることができる。

## 繊切りを使った料理
- 「繊切り」の語源である大根の千六本は、現代では刺身のつまにされることが多い。
- 千六本の語源は、中国料理の料理法でハリのように細く大根を切る「鍼蘿蔔（チェンロープ）」から。
- 金平ごぼう
- キャベツの繊切りは、日本では豚カツなどの附け合わせにされる。
- ネギの根元の白い部分を繊維に沿って繊切りにしたものは、白髪葱（しらがねぎ）と呼ばれる。
- 前処理としてではあるが、繊切りにしたジャガイモをフライドポテトや炒め物とする事がある。

## 繊切りを行う際の注意点
包丁を使い慣れていない者が繊切りを行う際、切るものを押さえる手、特に親指を誤って切ることがある。親指を内側に曲げることで、その危険性を低くすることができる。料理初心者が繊切りを行う場合は、料理経験者の監督の下で行うことが望ましい。また、ネギやキュウリなどの野菜を繊切りする場合、切ったものが転がってまな板の外に出てしまうこともよくあるが、材料をやや斜めに切ることでこれを防ぐことができる。
豚カツなどに添える繊切りキャベツの場合、新鮮なものにはほのかな甘みがあり、歯ざわりも軽快に感じられる。この感触を高くするために水に晒すことがあるが、揚げ物がもたらす胸焼けを防ぐ成分をも水に流してしまうこととなる。このため、ある程度粗く切った上で水に晒したほうがよいとされる。